# Hoplophthiracarus foveolatus
Hoplophthiracarus foveolatus är en kvalsterart som beskrevs av Aoki 1980. Hoplophthiracarus foveolatus ingår i släktet Hoplophthiracarus och familjen Phthiracaridae. Inga underarter finns listade i Catalogue of Life.